# Communauté de communes du Piémont de Barr
La Communauté de Communes du Piémont de Barr est une ancienne communauté de communes située dans le département du Bas-Rhin qui regroupait 13 communes pour une population de 15 652 habitants.

## Historique
La communauté de communes du Piémont de Barr a été créée le 28 décembre 1995 et fait suite au SIVOM du Coin de Barr, créé en 1974.

Elle a été dissoute et intégrée à la communauté de communes Barr-Bernstein le 1er janvier 2013.

## Composition
- Andlau (3 délégués)
- Barr (5 délégués)
- Bourgheim (2 délégués)
- Eichhoffen (2 délégués)
- Gertwiller (2 délégués)
- Goxwiller (2 délégués)
- Heiligenstein (2 délégués)
- Le Hohwald (2 délégués)
- Mittelbergheim (2 délégués)
- Saint-Pierre (2 délégués)
- Stotzheim (2 délégués)
- Valff (2 délégués)
- Zellwiller (2 délégués)

## Compétences
- Aménagement de l'espace : Charte Intercommunale et Contrat d'objectifs...
- Développement économique : aides directes et indirectes, ORAC, zones d'activités économiques et touristiques intercommunales, aire de repos/service sur la VRPV, coordination et développement de l'offre touristique...
- Logement et cadre de vie : actions intercommunales dans les domaines socio-éducatif, sportif, culturel, associatif, de la petite enfance et des personnes âgées, plan intercommunal de câblage...
- Environnement : réseaux communaux et intercommunaux d'assainissement, station d'épuration, aménagement et entretien des cours d'eau, toute opération de nature à favoriser la protection et la mise en valeur du patrimoine reconnu d'intérêt commun par le Conseil de Communauté. Collecte et traitement des ordures ménagères...
- Équipements culturels, sportifs, scolaires et socio-éducatifs : construction, entretien et fonctionnement d'équipements culturels, sportifs, scolaires (2e degré) et socio-éducatifs à dimension intercommunale, acquisition et gestion de matériel à vocation intercommunale...
- Divers : transports scolaires, pistes cyclables intercommunales, surveillance des classes d'adaptation, transport des élèves, études et réalisations diverses...

## Administration
La Communauté de Communes du Piémont de Barr avait son siège à Barr. Son dernier président était Alfred Becker, maire de Saint-Pierre.